# Володимирівка (Якимівська селищна громада)
Володи́мирівка — село в Україні, в Якимівській селищній громаді Мелітопольського району Запорізької області. Населення становить 1033 особи. До 2017 року орган місцевого самоврядування — Володимирівська сільська рада.

## Географія
Село Володимирівка розташоване за 163 км від обласного центру, 30 км від районного центру та 5 км від адміністративного центру селищної громади, на лівому березі річки Малий Утлюк, яка впадає в Утлюцький лиман. На правому березі річки Малий Утлюк розташоване сусіднє село Олександрівка. Поруч пролягають автошлях міжнародного значення М18E105 та залізниця, станція Якимівка (за 5 км).

## Історія
Село засноване 1861 року переселенцями з Полтавської, Чернігівської та Харківської губерній.
7 (20) листопада 1917 року, відповідно до Третього Універсалу Української Центральної Ради, увійшло до складу Української Народної Республіки.
З 1918 року село під радянською окупацією. З 1923 року перебувало в складі Якимівського району. У 1928 році утворена перша сільськогосподарська артіль. У роки німецько-радянської війни 160 місцевих жителів воювали на фронтах, з них 47 нагороджені орденами і медалями СРСР.
Впродовж 1965—1969 років в селі було споруджено 47 житлових будинків.
16 травня 2017 року, в ході децентралізації, Володимирівська сільська рада об'єднана з Якимівською селищною громадою.
17 липня 2020 року, в результаті адміністративно-територіальної реформи та ліквідації Якимівського району, село увійшло до складу новоутвореного Мелітопольського району.
Село тимчасово окуповане російськими військами з 24 лютого 2022 року.

## Населення
За даними перепису населення 2001 року, у селі мешкало 1033 особи.
Мовний склад населення:
| Мова       | Число ос. | Відсоток |
| ---------- | --------- | -------- |
| українська | 388       | 37,56    |
| російська  | 625       | 60,5     |
| білоруська | 1         | 0,1      |
| вірменська | 13        | 1,26     |
| циганська  | 4         | 0,39     |

| 1970 | 2001   |
| ---- | ------ |
| 894  | ▲ 1033 |

Відсоток учнів Володимирівської школи від її заснування у 1983 році, які одержали вищу освіту становить 20 %, середньо-спеціальну — 52 %.
Національний склад населення села неоднорідний. Зокрема, серед учнів місцевої школи у 2010—2011 навчальних роках були 71 українців, 32 росіян, 15 болгар та 2 турки.

## Транспорт
Село розташоване за 3 км від залізничної станції Якимівка на електрифікованій лінії Федорівка — Мелітополь — Джанкой, за 6 км від автошляху міжнародного значення М18 Харків — Сімферополь (E105 Кіркенес — Ялта).

## Вулиці
- Леніна
- Калініна
- Степова
- Теплична
- Ватутіна

## Господарство
За радянських часів на території Володимирівки розміщувалася центральна садиба колгоспу імені XX з'їзду КПРС, за яким було закріплено 5145 га сільськогосподарських угідь, з них 4600 га орної землі. Господарство спеціалізувалося на вирощуванні ялівок. Також вироблило зерно, молоко, овочі, фрукти. Підсобне підприємство — пилорама. В селі знаходився цех Якимівського міжгосподарського підприємства з виробництва свинини. 34 працівники колгоспу були удостоєні орденів і медалей Союзу РСР. Тракторист П. Н. Ворох нагороджений орденом Леніна, а механізатори І. М. Андрющенко, І. М. Борох і Г. М. Ніконоров — орденом Жовтневої Революції. В селі також розвинено садівництво та городництво. У 1969 році врожай зернових становив по 23,7 цнт, у тому числі озимої пшениці — 24,6 цнт з га.
В селі працюють комунальне підприємство «Довіра», фермерські господарства «Якор», «ГАЙ-АР», «Овечко», «Амід», «Слава», товариства з обмеженою відповідальністю «Україна», «Акімхімсервіс», відкрите акціонерне товариство «Якимівський агрос», приватна фірма «Гамма» та інші.

## Пам'ятки
У Володимирівці є православна церква Різдва Пресвятої Богородиції.
В селі споруджено пам'ятник землякові болгарину А. Ю. Буюкли (1915—1945). Встановлено меморіальні плити з іменами 77 загиблих воїнів-односельчан. У братській могилі поховані 152 радянських вояки, загиблих при визволенні села в жовтні 1943 року.

## Соціальна сфера
У селі діє україномовна загальноосвітня школа І—ІІІ ступенів з філологічним та біолого-географічним профілями навчання. У 2011—2012 роках в школі навчалося 115 учнів, працювало 34 члени персоналу. Школа заснована у 1983 році при активній участі голови колгоспу імені ХХ з'їзду КПРС Морозової В. С. Її директором був Гапшенко О. Л. З 2004 року школу очолює Євдокименко О. А.
До 1983 року в селі діяла восьмирічна школа, станом на 1970 рік в ній навчалося 153 учні і викладало 10 учителів. В селі також діють будинок культури із залом на 450 місць, 2 бібліотеки з книжковим фондом 22080 екземплярів, історичний музей на громадських засадах, фельдшерсько-акушерський пункт, профілакторій при будинку тваринника, дитячий садок, 3 магазини, їдальня, комплексно-приймальний пункт райбиткомбіната, відділення зв'язку, ощадна каса, АТС.
На честь 50-річчя Жовтневого перевороту засновано парк площею 2,5 гектара, який носив назву Парк Жовтневої революції. У селі розташована домівка Якимівської районної організації «Курінь козацького війська запорозького низового».

## Особистість
Уродженцю села Олександрівки Антон Буюкли, який при визволенні острова Сахаліна повторив подвиг Олександра Матросова, посмертно присвоєно звання Героя Радянського Союзу.